# Le Pin (Loira Atlántico)
 Le Pin  es una población y comuna francesa, situada en la región de Países del Loira, departamento de Loira Atlántico, en el distrito de Ancenis y cantón de Saint-Mars-la-Jaille.

## Demografía
| 816 | 752 | 698 | 680 | 602 | 602 |
| Para los censos de 1962 a 1999 la población legal corresponde a la población sin duplicidades (Fuente: INSEE [Consultar]) |     |     |     |     |     |